# بیلنتز
بيلنتز (بالألمانية: Pillnitz) حيٌّ تاريخي يقع شرق مدينة درسدن الألمانية يسكنه 3,392 نسمة حسب احصاءات أخذت سنة 2020. يُمكن الوصول إليه بالحافلة أو السفينة أو سيرًا على الأقدام على طول نهر إلبه أو بالدراجة. تشتهر بيلنيتز بقصرها ذو الطراز المعماري الرفيع وحديقتها الباروكية وكذلك قلعة بيلنتز. وهي أيضًا مركزًا لإنتاج النبيذ الفاخر. كما أنه كان من أكثر المناطق تضررًا خلال فيضان الألفية سنة 2002 في درسدن.

## بناء الحي
يتألف قصر بيلنتز من قصر ريفرسايد (فاسرباليه) على ضفاف نهر إلبه، والقصر العلوي الموازي له (بيرغباليه) باتجاه التلال، والمبنى الرابط بينهما وهو القصر الجديد (نيوس باليه). صمم ماثيوس دانيال بوبلمان المبنيين الأولين. ويحيط في المبنيان حديقة داخلية بالطراز الباروكي، بينما تُحيط حديقة عامة بهذا المجمع بأكمله.

## التاريخ
تشتهر مدينة بيلنتز بإعلان بيلنتز الذي صدر سنة 1791، حيث أعلن الإمبراطور ليوبولد الثاني والملك فريدرش فيلهلم الثاني ملك بروسيا، بناءً على حث شارل العاشر ملك فرنسا للكونت دارتوا آنذاك، أنه لا ينبغي إيذاء الملك الفرنسي لويس السادس عشر أو حرمانه من السلطة كوسيلة لمهاجمة تقدم الثورة الفرنسية.

## معرض الصور

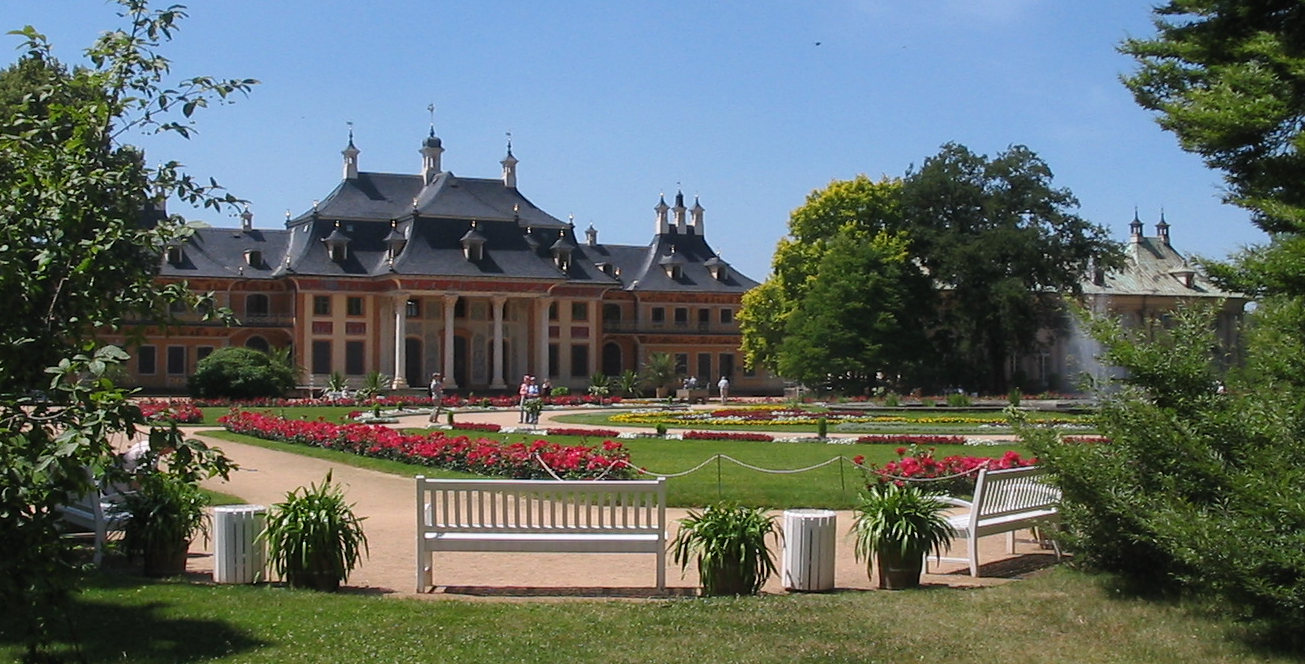
قصر بيلنتز، بيرغباليه (القصر العلوي)
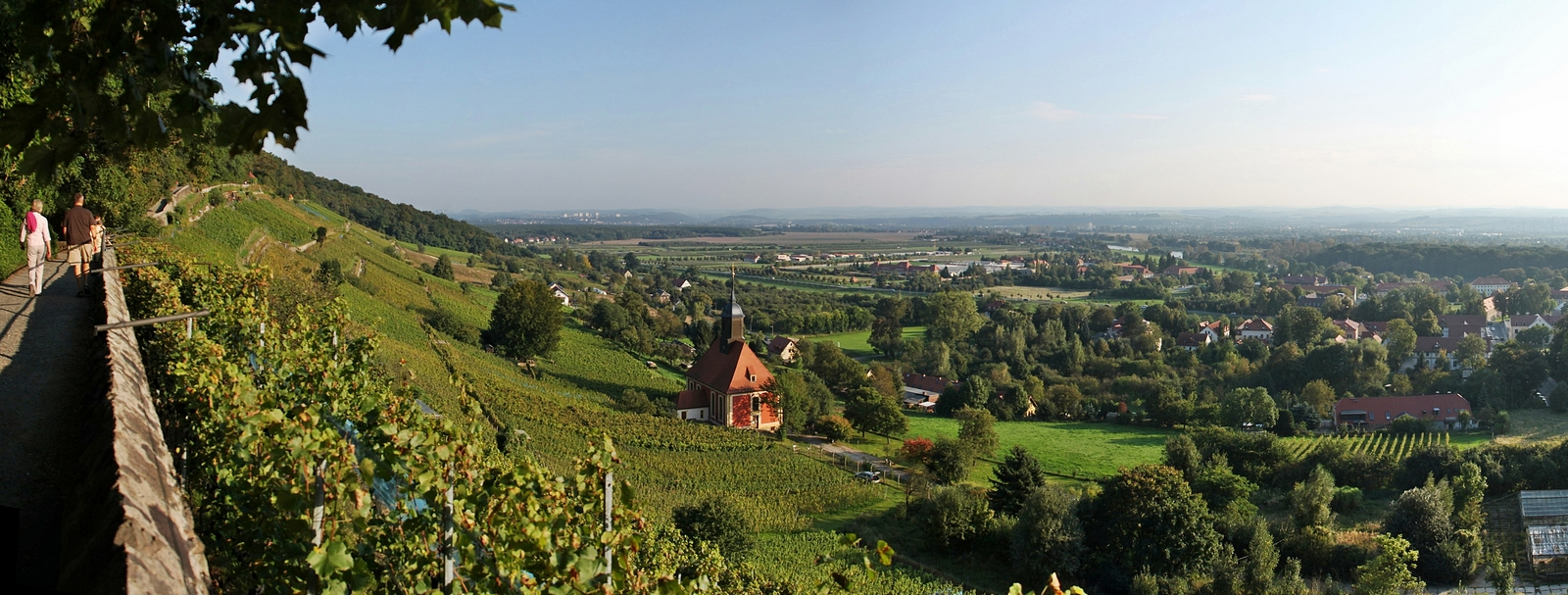
كروم العنب في بيلنتز مع كنيسة الروح القدس
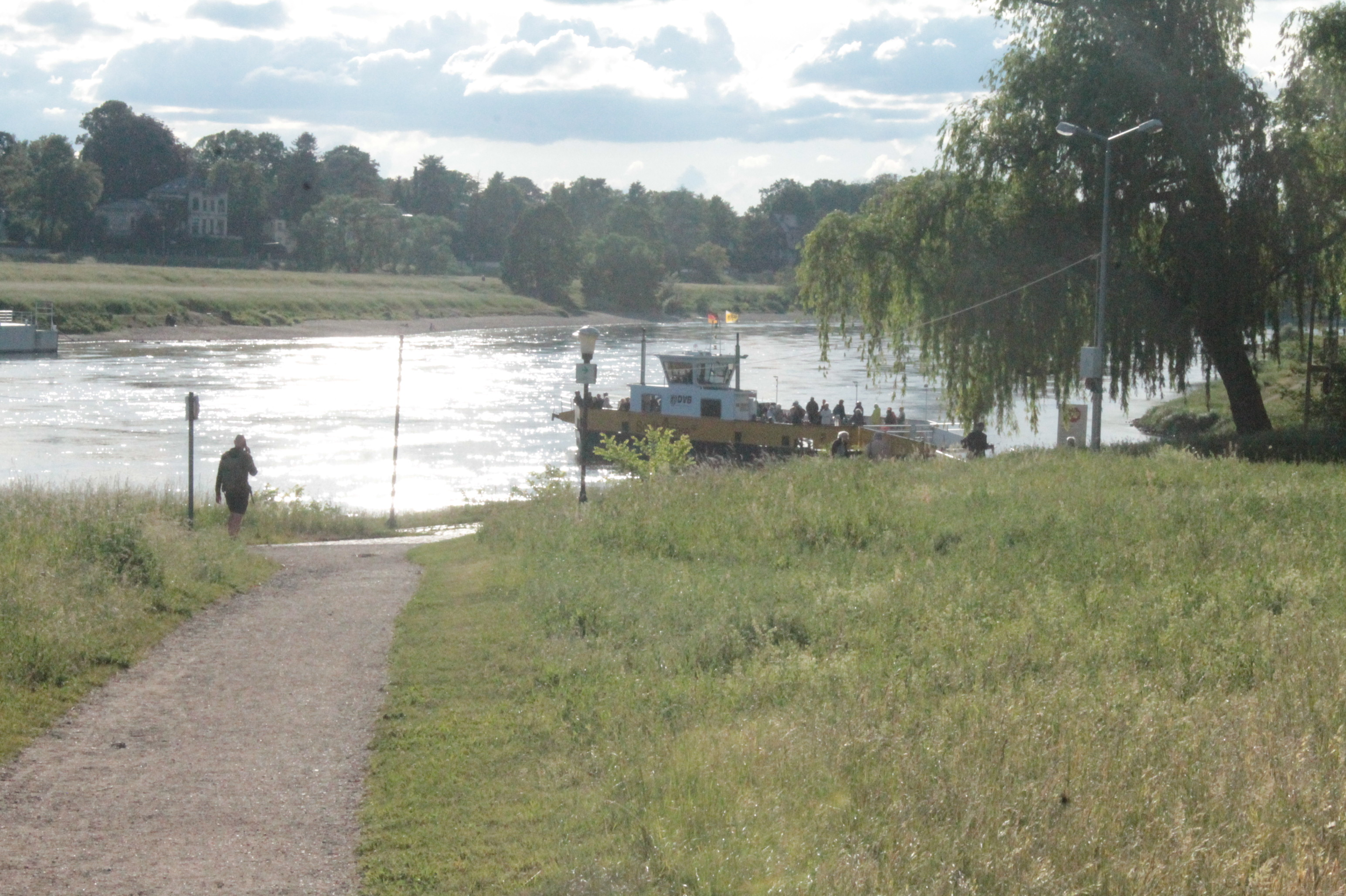
استخدام العبارة في بيلنتز، درسدن